# Kuoni Travel
 Der er for få eller ingen kildehenvisninger i denne artikel, hvilket er et problem. Du kan hjælpe ved at angive troværdige kilder til de påstande, som fremføres i artiklen.

Kuoni Travel LTD er et schweizisk rejsebureau stiftet af Alfred Kuoni i 1906.

## Historie
Ophavsmanden, som selskabet er navngivet efter, Alfred Kuoni, stiftede sit rejseselskab i 1906 i et lille kontor i Zürich. Den første store rejse gik til Egypten.
Omkring årtusindeskiftet begynde Kuoni sit indtog på det skandinaviske marked med opkøb af blandet andet Dane Tours, Kiesbye Rejser, Larsen, Simons Charterkompagni og Herning Charter. Alle disse selskaber blev slået sammen til Alletiders Rejser. Det første stykke tid under navnet Alletiders Larsen. Kuoni opkøbte også Apollo i Danmark, Norge og Sverige. Apollo og Alletiders blev lagt sammen og fik navnet Apollo, som i dag er et af de allerstørste aktører på det skandinaviske rejsemarked. I Kuoni Scandinavia, som koncernen hedder i Skandinavien, indgår Apollo og charterfly-selskabet Novair AB samt charterselskabet Falk Lauritsen.
Kuoni har gennem årene fået opbygget sig til et rejseselskab med kontorer i en række lande i Europa og Asien.
I Asien er det helt store opkøb også i gang, da man i 2006 købte firmaet Asian Trails Co. Ltd med kontorer i syv asiatiske lande.